# Südtiroler Pfadfinderschaft
La Südtiroler Pfadfinderschaft (in italiano: Associazione Scout Altoatesina), abbreviata in SP, è l'associazione scout cattolica della minoranza di lingua tedesca della provincia autonoma di Bolzano. L'associazione è mista e ha 600 membri divisi in sette gruppi. È affiliata all'Associazione Guide e Scouts Cattolici Italiani (AGESCI). L'associazione possiede due campi fissi in provincia.

## Storia
Lo scautismo in lingua tedesca in Alto Adige nasce da dei gruppi giovanili cattolici, i Katholische Jungschar. A partire dal 1969 lo scautismo entra a fare parte del programma di questi gruppi. Pioniere dello scautismo sudtirolese è stato il decano Georg Peer. Dopo aver partecipato a dei seminari della Deutsche Pfadfinderschaft Sankt Georg (DPSG) decise di inserire il metodo educativo scout nei suoi Jungschar. I primi gruppi scout (Stämme) affiliati ai Katholische Jungschar-Südtirol sono stati fondati tra il 1969 e il 1972. Il più antico gruppo di scout della Südtiroler Pfadfinderschaft è quello di Brunico, fondato nel 1969 come Jungscharscouts. Nel 1972, diciotto capi scout della SP hanno preso parte a diversi corsi di formazione del DPSG. Il 25 aprile 1973 la Südtiroler Pfadfinderschaft è stata istituita come associazione indipendente.
Nel 1997 venne affiliata all'AGESCI. Scout e guide della Südtiroler Pfadfinderschaft hanno preso parte al 20° e al 21º Jamboree mondiale dello scautismo. Scout e guide della Südtiroler Pfadfinderschaft spesso prendono parte a campi e a corsi di formazione in altri paesi di lingua tedesca (per esempio, nel 2003 alla Free Life Jamboree in Austria o nel 2006 al Raduno Nazionale del Liechtenstein). La Südtiroler Pfadfinderschaft è membro della Deutschsprachige Konferenz der Pfadfinderverbände.
La Südtiroler Pfadfinderschaft prende parte, in periodo d'avvento, assieme ad altre associazioni, alla distribuzione, per la Provincia di Bolzano, della "Luce della Pace di Betlemme". Dal 1991 la Luce della Pace da Betlemme è trasmessa alle diverse associazioni Scout nel corso di una cerimonia sul Passo del Brennero dall'associazione austriaca Pfadfinder und Pfadfinderinnen Österreichs del Tirolo.
La SP dal 1983 pubblica una propria rivista, le Rauchzeichen: Zeitschrift der Südtiroler Pfadfinderschaft (letteralmente: "segnali di fumo").

## Gruppi
Nel 2011 l'associazione ha otto gruppi attivi:
- Naturno  (Naturns)
- Appiano (Eppan)
- Aslago (Bolzano) (Haslach)
- Bressanone (Brixen)
- Brunico (Bruneck)
- Monguelfo (Welsberg)
- Gais (Gais)
- Campo Tures (Taufers)

La SP conta circa 600 membri al 2011.

## Programmi
- Età 8-11: Wölflinge (Lupetti)
- Età 11-14: Jungpfadfinder (Giovani Esploratori)
- Età 14-17: Pfadfinder (Esploratori)
- Età 17-22: Rover (Rover)
- Età 30 e oltre: Gilde

## Altre associazioni scout nella provincia di Bolzano
In Alto Adige ci sono quattro gruppi scout dell'AGESCI (Bolzano 2 e 4, Merano 1 e Laives 3), tre del CNGEI (Bolzano 2, Bolzano 3 e Merano 4), uno della FSE (Merano 3) e uno dell'ASCI - Esploratori e Guide d'Italia (Merano 3). Lo scautismo adulto comprende due comunità del MASCI (a Bolzano e Merano), dei Cavalieri e delle Dame di San Giorgio (a Merano) e il Clan senior della Sezione CNGEI di Bolzano.